# Assemblée des Bermudes
13e législature
Sessions House
L'Assemblée des Bermudes (en anglais : House of Assembly of Bermuda) est la chambre basse du parlement bicaméral des Bermudes, territoire d'outre-mer autonome du Royaume-Uni. Elle est composée de 36 membres élus pour cinq ans.

## Histoire
L'Assemblée, à l'origine monocamérale, a tenu sa première session en 1620. Ce n'est que depuis les années 1960 que le parlement est devenu bicaméral avec la création du Sénat dont les membres sont nommés pour remplir une fonction semblable à celle de la Chambre des Lords, à Londres. Les femmes bermudiennes ont obtenu le droit de vote et la possibilité de se présenter aux élections en 1944. Dans les années 1980, l'âge d’accession au droit de vote a été abaissé de 21 à 18 ans.

## Système électoral

Carte des 36 circonscriptions des Bermudes.

L'Assemblée est composée de 36 membres élus pour cinq ans au scrutin uninominal majoritaire à un tour dans autant de circonscriptions. Le vote n'est pas obligatoire.